# Филатовское сельское поселение
Филатовское се́льское поселе́ние (укр. Філатівське сільське поселення, крымскотат. Филатовка кой юрту, Filatovka köy yurtu) — муниципальное образование в составе Красноперекопского района Республики Крым России.

## География
Поселение расположено на севере района на Перекопском перешейке, у границы с территорией Армянского горсовета, выходя на востоке к берегу Сиваша. Граничит на юге и западе с Почётненским сельскими поселениями.
Площадь поселения 169,94 км².
Основная транспортная магистраль — региональная автодорога 35Н-308 от шоссе 35А-001 граница с Украиной — Джанкой — Феодосия — Керчь до Филатовки (по украинской классификации — С-0-10737).

## Население
| 2001 | 2014 | 2015 | 2016 | 2017 | 2018 | 2019 |
| ---- | ---- | ---- | ---- | ---- | ---- | ---- |
| 1291 | ↘570 | ↗571 | ↘557 | ↘537 | ↘518 | ↘507 |
| 2020 | 2021 |      |      |      |      |      |
| ↘493 | ↘484 |      |      |      |      |      |

## Состав сельского поселения
Поселение включает 2 населённых пункта:
| № | Населённый пункт | Тип населённого пункта | Население |
| - | ---------------- | ---------------------- | --------- |
| 1 | Филатовка        | село, центр            | ↘516      |
| 2 | Карпова Балка    | село                   | ↘54       |

## История
В 1980 году в Крымской области УССР в СССР был образован Филатовский сельский совет выделением сёл из Почётненского сельсовета. С 12 февраля 1991 года сельсовет в восстановленной Крымской АССР, 26 февраля 1992 года переименованной в Автономную Республику Крым. По Всеукраинской переписи 2001 года население совета составило 1291 человек. С 21 марта 2014 года в составе Крыма аннексировано Россией. Законом «Об установлении границ муниципальных образований и статусе муниципальных образований в Республике Крым» от 4 июня 2014 года территория административной единицы была объявлена муниципальным образованием со статусом сельского поселения.